# Cabagan
Cabagan est une municipalité de la province d’Isabela, aux Philippines.